# ТЭ33А
ТЭ33А (тепловоз с электрической передачей, мощностью дизеля не менее 3300 кВт, асинхронными тяговыми двигателями) — серия тепловозов с асинхронным тяговым приводом, выпускаемые на локомотивостроительном заводе АО «Локомотив кұрастыру зауыты» в Астане по лицензии компании General Electric Transportation на основе модели Evolution ES44ACi.
В 2018 году локомотивы модели ТЭ33АС (TE33A) с номерами с 2001 по 2030 были построены для Украинских железных дорог в городе Эри (США), с последующей доукомплектовкой на Крюковском вагоностроительном заводе (Украина).
Тепловозы серии ТЭ33А используются не только в Казахстане, но в других странах, включая Азербайджан, Украину, Молдову, Кыргызстан, Таджикистан, Монголию и Туркменистан.

## История
Решение о строительстве завода было принято Правительством Казахстана в мае 2006 года. 25 ноября 2009 года завод АО «Локомотив кұрастыру зауыты» ввели в эксплуатацию, единоличным собственником предприятия стала государственная АО «НК «КТЖ» (позже доля владения менялась). В этот же год заводом были выпущены первые локомотивы, тепловоз получил название ТЭ33А.
В течение 2009—2015 годов изготовлено более 289 локомотивов. 59 тепловозов поступило в депо Алматы Алма-атинского отделения Казахстанских железных дорог, где ими были полностью заменены грузовые тепловозы 2ТЭ10М. Также ТЭ33А поступили на отделения дорог Западного Казахстана, ими обновлялся и тепловозный парк Восточной части страны.
Параллельно налаживались экспортные поставки тепловоза ТЭ33А.
В 2012 году технику закупили в Таджикистан, также о планах приобретения заявила и латвийская «Latvijas dzelzcels». А в 2013 году один тепловоз купила украинская частная компания «Ивано-Франковскцемент». Позже «Ивано-Франковскцемент» предлагала провести испытания нового локомотива украинскому национальному перевозчику АО «Укрзалізниця», но тогда их предложение не нашло там отклика. Однако 28 сентября 2016 года тепловоз ТЭ33А всё же был представлен в Киеве и стал закупаться.
В 2015—2022 годах локомотивы ТЭ33АС были поставлены в Азербайджан, Молдову, Монголию.
В августе 2023 года на заводе был выпущен 500-й локомотив.

## Общие сведения и характеристики
Тепловоз ТЭ33А был спроектирован для эксплуатации на железных дорогах колеи 1520 мм. Представляет собой односекционный шестиосный локомотив. Дизельный двигатель оснащён микропроцессорной системой управления с электронным впрыском топлива и бортовой системой диагностики. Конструкционная скорость — 160 км/час. Позиционируется как основная замена двухсекционного тепловоза 2ТЭ10. По сравнению с последним на ТЭ33А вредные выбросы в атмосферу были снижены более чем на 40%, расход топлива и масел — на 17%. В кабинах установлены кондиционер, вентиляторы, обогрев зеркал, стекол и удобные кресла с регулировками.
На тепловозе используется электрическая передача переменного тока с асинхронными тяговыми двигателями, применение которых позволяет потенциально повысить осевую мощность примерно в 1,5 раза по сравнению с коллекторными двигателями. Используется одноступенчатое рессорное подвешивание и челюстные тележки.

### Характеристики[15]
- Длина — 21 894 мм (по осям автосцепок)
- Высота — 4932,9 мм (по выхлопному патрубку)
- Ширина — 3119 мм
- Колея — 1520 мм
- Конструкционная скорость — 160 км/ч
- Минимальный радиус прохождения кривых — 125 м
- Мощность двигателя (GEVO) — 4564 л.с. (3360 кВт).
- Мощность ТЭД — 6×560 кВт (3360 кВт)
- Тип ТЭД — асинхронные
- Осевая формула — 30-30
- Тип передачи — электрическая, переменно-постоянного тока
- Тип — грузовой, пассажирский
- Срок службы — 40 лет
- Периодичность обслуживания — 92–120 дней

## Модификации
- ТЭ33АС (сертифицированный) — грузовой, модификация, соответствующая сертификату ВНИИЖТ.
- ТЭП33А (пассажирский) — модификация для пассажирских перевозок.

## Эксплуатация
Тепловозы серии ТЭ33А эксплуатируются железными дорогами различных стран.

### Азербайджан
В 2015 году Азербайджан приобрел 10 локомотивов ТЭ33А.

### Казахстан
Первый заказ в 301 локомотивов оформил национальный перевозчик Казахстана «КТЖ», поставки начались с момента запуска завода в 2009 году. На октябрь 2024 года парк «КТЖ» насчитывал около 451 грузовых локомотивов.

### Кыргызстан
В 2012 году Кыргызские железные дороги подписали соглашение о поставки в страну локомотивов ТЭ33А. Ныне в стане используются 6 таких машин.

### Латвия
В 2012 году латвийской «Latvijas dzelzcels» в тестовом режиме эксплуатировался один ТЭ33А.

### Молдова
В 2018 году Железные дороги Молдовы закупили в Казахстане 12 локомотивов ТЭ33АС, первая партия из 6 машин прибыла в Кишинёв в 2020 году. Ныне в стране используются 12 локомотивов ТЭ33А.

### Монголия
В 2022 году был подписан контракт на поставку 4 локомотивов ТЭ33А в Монголию. Ныне в стране действует 4 машины, имеют обозначение обозначение MR[уточнить].

### Таджикистан
В 2012 году технику закупили в Таджикистан. Всего в страну было поставлено 4 локомотива ТЭ33А[уточнить].

### Туркменистан
В 2014 году начались поставки в Туркменистан. Ныне в стране используется 1 локомотив ТЭ33А[уточнить].

### Украина
Первый тепловоз ТЭ33А был приобретен частной компаний «Ивано-Франковскцемент» в 2013 году. В 2016 году ещё один тепловоз взяла на тест украинский национальный перевозчик АО «Укрзалізниця». В 2018 году, после подписания соглашения АО «Укрзалізниця» с GE Transportation, в Украину прибыли первые тепловозы. По прибытии они прошли доукомплектовку на Крюковском вагоностроительном заводе. По соглашению изначальная локализация 10 % будет постепенно повышаться в последующие годы.

## Происшествия
- 25 августа 2020 года тепловоз ТЭ33А-0134 столкнулся с вагонами в Восточно-Казахстанской области. После происшествия тепловоз сгорел.

## Галерея
- ТЭ33А-0080 в заводской окраске
- ТЭ33АС-2026 и ТЭ33АС-2029 в корпоративной окраске Украинской железной дороги
- ТЭ33А-0249, принадлежащий ЧАО «Ивано-Франковскцемент»
- ТЭ33А-0113 в корпоративной окраске Таджикской железной дороги
- ТЭ33А-0253 в корпоративной окраске Киргизской железной дороги

### Фотогалереи и базы приписки
- Список подвижного состава ТЭ33А., ТЭ33АС. и ТЭП33А. (фотогалерея и данные приписки). TrainPix. Дата обращения: 16 мая 2019.
- Список подвижного состава ТЭ33А. (фотогалерея и данные приписки). TrainPix. Дата обращения: 16 мая 2019.
- Фотогалерея ТЭ33А., ТЭ33АС. и ТЭП33А. Паровоз ИС. Дата обращения: 16 мая 2019.